# Glaphyrus pubescens
Glaphyrus pubescens là một loài bọ cánh cứng trong họ Glaphyridae. Loài này được Schweiger miêu tả khoa học năm 1949.